# 蒼渓県
蒼渓県（そうけい-けん）は中華人民共和国四川省広元市に位置する県。

## 地理
蒼渓県は巴中市の東、巴州区、南江県境、西と建江県、北と光遠市、遠巴区、王倉県分岐点、南と琅中市を結び、四川盆地深い丘陵の北端に位置する。また、低山地であり、地形は北東が高く、南西が低く、主峰の九龍山は海抜1,369.2メートルで最も高く、嘉陵江の河口の海抜352メートルで最も低い。 地形は全体的に低い山と深い丘、河谷と平坦なダムで構成されている。 

## 行政区画
- 鎮:陵江鎮、雲峰鎮、東青鎮、白橋鎮、八廟鎮、五竜鎮、永寧鎮、鴛渓鎮、三川鎮、竜王鎮、元壩鎮、喚馬鎮、歧坪鎮、白駅鎮、漓江鎮、文昌鎮、岳東鎮、石馬鎮、運山鎮、東渓鎮、高坡鎮、竜山鎮
- 郷:禅林郷、亭子郷、白鶴郷、浙水郷、雍河郷、新観郷、中土郷、石門郷、月山郷、白山郷、彭店郷、橋渓郷、竜洞郷、黄猫郷、石竈郷、河地郷、双河郷

## 健康・医療・衛生
- 蒼渓県人民医院